# Ardistomis schaumi
Ardistomis schaumi är en skalbaggsart som beskrevs av Leconte 1857. Ardistomis schaumi ingår i släktet Ardistomis och familjen jordlöpare. Inga underarter finns listade i Catalogue of Life.